# Lillsjön (Grundsunda socken, Ångermanland, 703274-166571)
Lillsjön är en sjö i Örnsköldsviks kommun i Ångermanland och ingår i Husån-Gideälvens kustområde. Sjön har en area på 0,0808 kvadratkilometer och ligger 39,4 meter över havet.

## Delavrinningsområde
Lillsjön ingår i det delavrinningsområde (703270-166565) som SMHI kallar för Utloppet av Dombäcksmarkssjön. Medelhöjden är 48 meter över havet och ytan är 3,07 kvadratkilometer. Det finns ett avrinningsområde uppströms, och räknas det in blir den ackumulerade arean 11,22 kvadratkilometer. Avrinningsområdets utflöde Dombäcksbäcken mynnar i havet. Avrinningsområdet består mestadels av skog (76 procent). Avrinningsområdet har 0,64 kvadratkilometer vattenytor vilket ger det en sjöprocent på 20,7 procent.